# Procle (medaglista)
Procle (in greco antico: Προκλῆς?, Proklḕs; fl. circa 415-400 a.C.) è stato un medaglista e incisore di conii greco antico, attivo alla fine del V secolo a.C. nella monetazione di Catana e in quella di Nasso; fa parte del ristretto numero di incisori di conii dell'antichità di cui si conosce il nome, tramandato dalla firma sulle monete.

## Biografia
Attivo alla fine del V secolo a.C., conosciamo il suo nome tramite la firma apposta nei suoi conii incisi per le monete di Nasso e per quelle di Catana.  Alcuni pensano che sia nativo di Nasso. Sono attribuite a Procle anche dei conii che recano la sigla Π e che hanno caratteristiche stilistiche omogenee con quelli che hanno la firma per esteso.
Secondo alcuni studiosi le sue monete sono tra le più belle della monetazione greca, mentre altri, tra cui Laura Breglia, denunciano la "scarsa plasticità del rilievo", anche se la stessa Breglia giudica notevole la figura del sileno che è raffigurata nel rovescio dei didracmi di Nasso, che dà una nuova organizzazione del soggetto.

### Nasso
A Procle sono attribuite quattro tetradracme di Nasso: in tutte al dritto è raffigurata la testa di Apollo e al rovescio è raffigurato un satiro seduto in terra.  In alcune c'è la firma per esteso sopra al satiro del rovescio, in altre c'è la sigla Π sotto la testa di Apollo raffigurata al dritto, altre, pur in assenza di firma o sigla sono attribuite a Procle per le caratteristiche stilistiche.
Nelle tetradracme firmate al dritto c'è satiro barbuto seduto in terra. La rappresentazione è molto vivace, il ginocchio destro poggia in terra e il piede destro passa sotto la gamba sinistra e sbuca all'altezza della coda. A sinistra c'è un'erma che poggia sui gradini su cui è accovacciato il satiro e a destra un ramo di edera. Il satiro tiene un tirso con la sinistra mentre un kantharos è tenuto sollevato con la mano destra. Il nome dell'artista, ΠΡΟΚΛΕΣ, sta su uno dei due gradini su cui poggia il satiro, in caratteri minuti.
Il dritto della moneta presenta una testa di Apollo, con una corona di alloro tra i capelli, e in un'occasione è senza il nome dell'artista, ma in un'altra didracma, con un ritratto uguale c'è una lettera Π sotto il collo del dio che è interpretata come la sigla dello stesso artista.
Oltre alle didracme ci sono altre frazioni: dioboli, emidracme e litre.
Weil attribuisce a Procle, in base a considerazioni stilistiche, un diobolo che si trova al Münzkabinett di Berlino, con Apollo al dritto e il satiro al rovescio.

### Catana
A Catana Procle firma una tetradracma, che reca al dritto una quadriga veloce il cui auriga è incoronato da una Nike in volo.
Al rovescio è raffigurata la testa di Apollo: davanti ci sono un pesce e un gamberetto e dietro c'è una foglia di alloro. 
Sotto il collo di Apollo c'è la firma, ΠΡΟΚΛΕΣ, in caratteri minuti.
Quando Weil ha scritto il suo lavoro, nel 1884, era noto solo un esemplare che era al Cabinet des Médailles a Parigi e che proveniva dalla collezione del duca di Luynes.